# Селтинське сільське поселення
Селти́нське сільське поселення — муніципальне утворення в складі Селтинського району Удмуртії, Росія. Адміністративний центр та єдиний населений пункт — село Селти.

## Історія
Станом на 2002 рік існувала Селтинська сільська рада (село Селти, присілки Велика Кільмезь-Бія, Віняшур-Бія, Квашур, Мад'ярово, Мала Кільмезь-Бія, Малий Жайгіл, селища Віняшур-Бія, Головізнін Язок, Льнозаводський, виселок Дружний). Після утворення сільських поселень 2006 року у складі Селтинського сільського поселення залишилось лише село Селти, усі інші населені пункти утворили Кільмезьке сільське поселення, при цьому село Селти стало центром обох сільських поселень.

## Населення
Населення становить 5055 осіб (2019, 5276 у 2010, 5585 у 2002).

## Господарство
В поселенні діють ПТУ, 2 школи, 2 садочки, школа мистецтв, 2 позашкільних заклади, лікарня, 4 клуби, 2 бібліотеки, молодіжний центр та центр комплексного обслуговування населення.